# Ministerio de Situaciones de Emergencia de Rusia
El Ministerio de Defensa Civil, Emergencias y Eliminación de Consecuencias de Desastres Naturales de la Federación de Rusia (en ruso, Министерство Российской Федерации по делам гражданской обороны, чрезвычайным ситуациям и ликвидации последствий стихийных бедствий), comúnmente conocido como Ministerio de Situaciones de Emergencia de Rusia (en ruso, МЧС России), es uno de los veintiún ministerios federales del Gobierno de la Federación de Rusia cuya función principal es dirigir los servicios subordinados de rescate de emergencia y extinción de incendios.
Es un órgano ejecutivo federal de Rusia con atribuciones de ministerio de Seguridad responsable del desarrollo e implementación de la política estatal, la regulación legal, así como la supervisión y control en el campo de la defensa civil, protección de la población y territorios frente a emergencias naturales y antropogénicas, garantizando la seguridad contra incendios y seguridad de las personas en cuerpos de agua —es decir, las organizaciones paramilitares estatales que tienen derecho a adquirir armas pequeñas de mano de combate y otras armas—.
El Ministerio de Situaciones de Emergencia incluye el Servicio Federal de Bomberos del Servicio de Bomberos del Estado (en ruso, Государственная противопожарная служба Российской Федерации).
Además, a diferencia de otros países cuyo ministerio de Defensa se encarga del servicio militar, el Ministerio de Situaciones de Emergencia es el responsable del servicio tanto civil como militar.
Es responsable de aproximadamente el 25 % de la totalidad de las inspecciones realizadas en el país.

## Símbolos

Estrella Blanca de Esperanza y Salvación (emblema pequeño)
Emblema Mediano
Gran Emblema

## Historia
A partir de 1932, los asuntos de defensa civil fueron realizados por las Unidades de Defensa Aérea Local bajo las nacientes Fuerzas de Defensa Aérea Soviéticas, que fueron transferidas a la NKVD en 1940. 
En 1960 fue devuelto al Ministerio de Defensa como una rama de servicio de las Fuerzas Armadas Soviéticas (las Fuerzas de Defensa Civil del Ministerio de Defensa) y una agencia de informes directos, mientras que el MVD retuvo el servicio de extinción de incendios.
A raíz de los eventos del terremoto de Armenia de 1988 y el desastre de Chernobyl, el 17 de julio de 1990 una decisión directiva del Presídium del Sóviet Supremo condujo a la formación del Cuerpo de Rescate Ruso, que finalmente fue formado por el gobierno soviético el 27 de diciembre de 1990, fecha considerada como la creación oficial del Ministerio de Situaciones de Emergencia de Rusia.
El 17 de abril de 1991, el Presídium del Sóviet Supremo nombró a Serguéi Shoigú como presidente del Comité Estatal para Situaciones Extraordinarias (Государственный Комитет по чрезвычайным ситуациям, ГКЧС), que sucedió al RDC.
El 19 de noviembre de 1991 el Comité Estatal se fusionó con la Sede de Defensa Civil de la URSS (dependiente del Ministerio de Defensa) para crear el Comité Estatal de la Federación de Rusia para Asuntos de Defensa Civil, Situaciones Extraordinarias y Liquidación de Desastres Naturales (en ruso, Государственный комитет по делам гражданской обороны, чрезвычайным ситуациям и ликвидации последствий стий последствий стихийный последствий стихийный последствий стихийный последствий стихийный последствий стихийный Рийриinated toСтехийным).
El 10 de enero de 1994, el comité de Estado pasó a formar parte del Gobierno de Rusia y el ministerio fue nombrado Ministerio de Asuntos de Defensa Civil, Situaciones de Emergencia y Ayuda en Desastres, con Sergei Shoigu como ministro.
El 1 de enero de 2002, el Servicio de Bomberos del Estado de Rusia, el servicio nacional de bomberos, pasó a formar parte del ministerio con 278 000 bomberos, retirados del control del Ministerio del Interior después de 84 años. El 12 de mayo de 2012, Vladímir Puchkov fue nombrado nuevo ministro, en sustitución de Shoigu, quien más tarde fue nombrado ministro de Defensa tras un breve período como gobernador de la provincia de Moscú.
El 23 de mayo de 2022, el presidente de Rusia, Vladímir Putin, nombró a Aleksandr Kurenkov como nuevo Ministro de Situaciones de Emergencia. El puesto lo había ocupado anteriormente el ex viceministro, Alexander Chuprian, en calidad de interino, desde la muerte del anterior ministro, Yevgueni Zínichev, en septiembre de 2021. El portavoz del Kremlin, Dmitri Peskov, señaló que «Putin conoce personalmente bien a Kurenkov. Y la elección significa que, según el jefe de estado, las cualidades personales, oficiales y profesionales de Kurenkov lo harán el mejor para desempeñar estas funciones».

## Escalafón del Servicio Interno
| Rangos medianos y superiores del Servicio Interior del Ministerio de Situaciones de Emergencia | Rangos medianos y superiores del Servicio Interior del Ministerio de Situaciones de Emergencia | Rangos medianos y superiores del Servicio Interior del Ministerio de Situaciones de Emergencia | Rangos medianos y superiores del Servicio Interior del Ministerio de Situaciones de Emergencia | Rangos medianos y superiores del Servicio Interior del Ministerio de Situaciones de Emergencia | Rangos medianos y superiores del Servicio Interior del Ministerio de Situaciones de Emergencia | Rangos medianos y superiores del Servicio Interior del Ministerio de Situaciones de Emergencia | Rangos medianos y superiores del Servicio Interior del Ministerio de Situaciones de Emergencia | Rangos medianos y superiores del Servicio Interior del Ministerio de Situaciones de Emergencia | Rangos medianos y superiores del Servicio Interior del Ministerio de Situaciones de Emergencia |
| ---------------------------------------------------------------------------------------------- | ---------------------------------------------------------------------------------------------- | ---------------------------------------------------------------------------------------------- | ---------------------------------------------------------------------------------------------- | ---------------------------------------------------------------------------------------------- | ---------------------------------------------------------------------------------------------- | ---------------------------------------------------------------------------------------------- | ---------------------------------------------------------------------------------------------- | ---------------------------------------------------------------------------------------------- | ---------------------------------------------------------------------------------------------- |
| Teniente inferior                                                                              | Teniente                                                                                       | Teniente superior                                                                              | Capitán                                                                                        | Mayor                                                                                          | Teniente coronel                                                                               | Coronel                                                                                        | Mayor general                                                                                  | Teniente general                                                                               | Coronel general                                                                                |